# أرماندو بوفون
 ارماندو بوفون (بالإيطالية: Armando Buffon)‏ لاعب كرة قدم ايطالي سابق (ولد يوم 15 يونيو من العام 1944) كان حارس مرمى لاتسيو خلال حقبة السبعينات من القرن العشرين 

## انظر ايضاً
- ليدو فييري
- دينو زوف